# Script (antropologia)
Per script, in antropologia, si intende quella mappa concettuale o "canovaccio" che guida l'azione all'interno di uno spazio, per esempio quando si tratta di effettuare un rito.
È un insieme di segni standardizzati e depositati nei siti che un soggetto culturale usa per capire e agire. Viene invocato come schema materiale per compiere performance e rituali.
Il termine script non si riferisce però solo ad una sequenza di azioni nello spazio, ma segnala qualcosa di più: è una traccia distintiva che crea uno spazio religioso speciale. Lo script offerto dai luoghi o dagli spazi può essere una componente per la auto-ascrizione identitaria, quindi la mappa dei luoghi può influenzare (e influenza) le identità individuali e collettive.
Ad esempio, una società privata di un luogo di culto attorno al quale ruotavano le attività e identificazioni culturali dei suoi componenti (come la società giudaica nel 70' con la distruzione del Tempio), sarà per forza costretta a riorganizzarsi diversamente, con necessarie conseguenze sulla auto-identificazione dei suoi membri. La presenza, assenza o modifica di un luogo considerato sacro è un processo che influenzando gli script locali porta ad effetti rivoluzionari per quanto riguarda le identità sia personali che della comunità.